# Ґас Салес
Ґас Салес Блуенерджи Воллей П'яченца (італ. Gas Sales Bluenergy Volley Piacenza) — італійський чоловічий волейбольний клуб із міста П'яченца.

## Історія

### Колишні назви
- Ґас Салес Блуенерджи  П'яченца — 2018–2020
- Ґас Салес Блуенерджи Воллей П'яченца — 2020–

You Energy Volley S.S.D.R.L. створено в липні 2018 року завдяки активності двох історичних компаній П’яченци: Gas Sales Energia та Banca di Piacenza.
Президенткою клубу є Елізабетта Курті (Elisabetta Curti), генеральним директором — Христо Златанов.

## Поточний склад

### Гравці
Сезон 2024/2025 
| №  | Ім'я, прізвище     | Дата народження | Позиція               |
| -- | ------------------ | --------------- | --------------------- |
| 1  | Нікола Сальсі      | 13.09.1997      | Зв'язуючий            |
| 2  | Урош Ковачевич     | 06.05.1993      | Догравальник          |
| 4  | Фабіо Річчі        | 11.07.1994      | Центральний блокуючий |
| 6  | Антуан Брізар      | 22.05.1994      | Зв'язуючий            |
| 7  | Стівен Маар        | 06.12.1994      | Догравальник          |
| 9  | Ефе Мандираджи     | 01.04.2002      | Догравальник          |
| 10 | Леонардо Сканферла | 04.12.1998      | Ліберо                |
| 12 | Джанлука Ґалассі   | 24.07.1997      | Центральний блокуючий |
| 13 | Робертланді Сімон  | 11.06.1987      | Центральний блокуючий |
| 15 | Робберт Андрінга   | 28.04.1990      | Догравальник          |
| 17 | Юрі Романо         | 26.07.1997      | Діагональний          |
| 21 | Альберто Поло      | 07.09.1995      | Центральний блокуючий |
| 23 | Альберто Боволанта | 27.05.2004      | Діагональний          |
| 24 | Муссе Ґей          | 11.11.1996      | Центральний блокуючий |
| 27 | Лука Лореті        | 24.12.2005      | Ліберо                |

## Досягнення

### Внутрішні турніри
Серія А:
- Бронзовий призер (1): 2022/2023.

Кубок Італії:
- Володар (1): 2022/2023.

## Колишні гравці
- Ґеорґ Ґрозер
- Адіс Лаґумджія
- Алессандро Фей
- Міхал Фінґер
- Тончек Штерн
- Рікардо Лукареллі

Докладніше: Категорія:Волейболісти «Ґас Салесу»

## Тренери
- Массімо Ботті (2018-2019)
- Андреа Ґардіні (2019-2020)
- Лоренцо Бернарді (2020-2023)
- Массімо Ботті (2023)
- Андреа Анастазі (2023-)